# Сальвінорин А
Сальвінорин А — транс-неоклеродановий дитерпеноїд, хімічна формула C23H28O8.. Психоактивна речовина (психотоміметик).
Міститься в рослині за назвою Шавлія віщунів (сальвія, лат. Salvia divinorum). Дуже сильний галюциноген. Дія зумовлена активацією каппа-опіоїдних рецепторів. Потрапляє до організму людини під час куріння або жування шавлії. Ефект триває від 2 до 10 хвилин (куріння) і від 15 хвилин до 2 годин (жування). За деякими даними, не викликає ні фізичної, ні психологічної залежності.

## Вплив сальвінорину А на організм людини
Сальвінорин А може викликати порушення процесу мислення й емоційну неврівноваженість. Вживання сальвінорину А супроводжується слуховими та візуальними галюцинаціями. Сальвінорин А може викликати тимчасову втрату пам’яті. При вживанні сальвінорину А можуть виникнути такі побічні ефекти, як нудота, запаморочення та розкоординація рухів.

## Виділення
Екстракцію проводять у темряві, оскільки сальвінорин А руйнується під дією сонячного світла, способом етанолу чи ацетону доброго очищення. У воді сальвінорин А не розчиняється.
Від 31 травня 2010 року в Україні сальвінорин А внесено до Списку I (обіг заборонено).